# Jim O'Brien (allenatore di pallacanestro)
James Francis Xavier O'Brien, detto Jim (Filadelfia, 11 febbraio 1952), è un ex cestista e allenatore di pallacanestro statunitense, professionista nella NBA.

## Statistiche

### Allenatore
| Stagione  | Squadra            | Regular Season | Regular Season | Regular Season | Regular Season | Regular Season             | Post Season                                          |
| Stagione  | Squadra            | V              | P              | % V            | G              | Posizione finale           | Post Season                                          |
| --------- | ------------------ | -------------- | -------------- | -------------- | -------------- | -------------------------- | ---------------------------------------------------- |
| 2000-2001 | Boston Celtics     | 24             | 24             | 50,0           | 48             | 5º nella Atlantic Division | Manca i play-off                                     |
| 2001-2002 | Boston Celtics     | 49             | 33             | 59,8           | 82             | 2º nella Atlantic Division | Sconfitto alle Finali di Division dai Nets (2-4)     |
| 2002-2003 | Boston Celtics     | 44             | 38             | 53,7           | 82             | 3º nella Atlantic Division | Sconfitto alle Semifinali di Division dai Nets (0-4) |
| 2003-2004 | Boston Celtics     | 22             | 24             | 47,8           | 46             | -                          | -                                                    |
| 2004-2005 | Philadelphia 76ers | 43             | 39             | 52,4           | 82             | 2º nella Atlantic Division | Sconfitto al primo round dai Pistons (1-4)           |
| 2007-2008 | Indiana Pacers     | 36             | 46             | 43,9           | 82             | 3º nella Central Division  | Manca i play-off                                     |
| 2008-2009 | Indiana Pacers     | 36             | 46             | 43,9           | 82             | 4º nella Central Division  | Manca i play-off                                     |
| 2009-2010 | Indiana Pacers     | 32             | 50             | 39,0           | 82             | 4º nella Central Division  | Manca i play-off                                     |
| 2010-2011 | Indiana Pacers     | 17             | 27             | 38,6           | 44             | -                          | -                                                    |
|           | Carriera           | 303            | 327            | 48,1           | 630            |                            |                                                      |